# Wicie (województwo łódzkie)
Wicie – wieś w Polsce położona w województwie łódzkim, w powiecie łowickim, w gminie Kocierzew Południowy.
Wieś duchowna położona była w drugiej połowie XVI wieku w powiecie gąbińskim ziemi gostynińskiej województwa rawskiego. Była wsią klucza kompińskiego arcybiskupów gnieźnieńskich. W latach 1975–1998 miejscowość należała administracyjnie do województwa skierniewickiego.